# Biela (województwo wielkopolskie)
Biela – wieś w Polsce położona w województwie wielkopolskim, w powiecie konińskim, w gminie Wilczyn.
W latach 1954–1957 wieś należała i była siedzibą władz gromady Biela, po jej zniesieniu w gromadzie Wilczyn. W latach 1975–1998 miejscowość administracyjnie należała do województwa konińskiego.
We wsi funkcjonuje filia Szkoły Podstawowej im. Jana Pawła II w Wilczynie. 